# Pöyliöjärvi (sjö, lat 66,70, long 27,42)
Pöyliöjärvi är en sjö i Finland. Den ligger i kommunen Kemijärvi i landskapet Lappland, i den norra delen av landet, 700 km norr om huvudstaden Helsingfors. Pöyliöjärvi ligger 146,9 meter över havet. Arean är 2,61 kvadratkilometer och strandlinjen är 21,03 kilometer lång. Sjön  ingår i Kemi älvs huvudavrinningsområde. 